# Наплавной лёгкий парк
НЛП (Наплавной лёгкий парк) — понтонный парк, стоявший на вооружении Красной Армии. Предназначался для оборудования паромных и мостовых переправ, грузоподъёмностью от 3,5 до 12 тонн.

## Техническое описание
Складной понтон устроен из водонепроницаемой фанеры. Для движения по воде понтон снаряжается веслами или забортным мотором. Паромы по воде передвигаются при помощи забортных моторов или моторных катеров со скоростью до 20 километров в час.

### Характеристика паромов
Паром из 2 лодок (понтонов) НЛП:
- грузоподъёмность — гусеничные грузы до 5 т, колёсные до 3 т на ось;
- время сборки парома — 15 мин;
- расчет на сборку — два отделения.

Паром из 3 лодок (понтонов) НЛП:
- грузоподъёмность — гусеничные грузы до 9 т, колёсные до 5 т на ось;
- время сборки парома — 20 мин;
- расчет на сборку — два отделения.

Паром из 4 лодок (понтонов) НЛП:
- грузоподъёмность — гусеничные грузы до 16 т, колёсные до 7,5 т на ось;
- время сборки парома — 25 мин;
- расчет на сборку — три отделения.

### Характеристика мостов
Мост шарнирно-консольной системы 5-т:
- грузоподъёмность — гусеничные грузы до 5 т, колёсные до 3 т на ось;
- длина моста — 135 м;
- время сборки моста — 35 мин.

Мост шарнирно-консольной системы 9-т:
- грузоподъёмность — гусеничные грузы до 9 т, колёсные до 5 т на ось;
- длина моста — 99 м;
- время сборки моста — 40 мин.

Мост шарнирно-консольной системы 14-т:
- грузоподъёмность — гусеничные грузы до 14 т, колёсные до 7,5 т на ось;
- длина моста — 79 м;
- время сборки моста — 45 мин.

Мост неразрезной системы 16-т:
- грузоподъёмность — гусеничные грузы до 16 т, колёсные до 7,5 т на ось;
- длина моста — 77 м;
- время сборки моста — 60 мин.

При длине свыше 80 м на каждые 25 м шарнирно-консольного моста добавляется 15 мин., неразрезного—20 мин.
На разгрузку и поднос имущества добавляется 20—30 минут к общему времени.

### Состав парка
- количество лодок (понтонов) — 28;
- количество автомобилей для перевозки парка — 30
- длина колонны — 1 км.